# Угольников, Василий Александрович
Василий Александрович Угольников (род. 21 февраля 1974, Архангельск) — российский самбист, чемпион СССР 1991 года среди юношей, серебряный призёр первенства России среди юношей 1992 года, серебряный призёр Кубка России 1994 года, бронзовый призёр чемпионатов России 1994, 1995 и 1997 годов, бронзовый призёр чемпионата Европы 1996 года, мастер спорта России международного класса. Выступал во лёгкой весовой категории (до 62 кг). Выпускник Чайковского государственного института физической культуры 2005 года. Работал директором спорткомплекса в городе Лысьва (Пермский край). По состоянию на декабрь 2019 года был начальником управления по физической культуре в том же городе.

## Всероссийские соревнования
- Кубок России по самбо 1994 — ;
- Чемпионат России по самбо 1994 — ;
- Чемпионат России по самбо 1995 — ;
- Чемпионат России по самбо 1997 — ;